# Ганс Подліпнік Кастільйо
Ганс Подліпнік Кастільйо (ісп. Hans Podlipnik Castillo; нар. 9 січня 1988) — колишній чилійський тенісист.
Найвищу одиночну позицію світового рейтингу — 157 місце досяг 10 серпня 2015, парну — 43 місце — 12 лютого 2018 року.
Здобув 1 парний титул.
Найвищим досягненням на турнірах Великого шолома був чвертьфінал в парному розряді.
Завершив кар'єру 2020 року.

## Фінали турнірів ATP за кар'єру

### Парний розряд: 2 (1–1)
| Перемога – Легенда                          |
| ------------------------------------------- |
| Турніри Великого шолома (0–0)               |
| Фінали Світового туру ATP (0–0)             |
| Серія Мастерс 1000 Світового Туру ATP (0–0) |
| Серія 500 Світового туру ATP (0–0)          |
| Серія 250 Світового туру ATP (1–1)          |

| Фінали за покриттям |
| ------------------- |
| Тверде (0–0)        |
| Ґрунт (1–1)         |
| Трава (0–0)         |

| Результат | В-П | Дата     | Турнір                                      | Рівень    | Покриття | Партнер             | Суперники                    | Рахунок           |
| --------- | --- | -------- | ------------------------------------------- | --------- | -------- | ------------------- | ---------------------------- | ----------------- |
| Поразка   | 0–1 | Сер 2017 | Austrian Open Kitzbühel, Австрія            | Серія 250 | Ґрунт    | Андрій Василевський | Пабло Куевас Гільєрмо Дюран  | 4–6, 6–4, [10–12] |
| Перемога  | 1–1 | Лют 2018 | Відкритий чемпіонат Еквадору Quito, Еквадор | Серія 250 | Ґрунт    | Ніколас Джаррі      | Остін Крайчек Джексон Вітроу | 7–6(8–6), 6–3     |

## Фінали челленджерів і ф'ючерсів

### Одиночний розряд: 36 (23–13)
| Легенда (одиночний розряд) |
| -------------------------- |
| Тур ATP Челленджер (0–1)   |
| Тур ITF Ф'ючерс (23–12)    |

| Титули за покриттям |
| ------------------- |
| Тверде (0–1)        |
| Ґрунт (23–12)       |
| Трава (0–0)         |
| Килим (0–0)         |

| Результат | В-П   | Дата     | Турнір                      | Рівень     | Покриття | Суперник                     | Рахунок            |
| --------- | ----- | -------- | --------------------------- | ---------- | -------- | ---------------------------- | ------------------ |
| Перемога  | 1–0   | Сер 2008 | Польща F3, Краків           | Ф'ючерс    | Ґрунт    | Їржі Школоудік               | 7–5, 6–3           |
| Поразка   | 1–1   | Сер 2008 | Польща F6, Познань          | Ф'ючерс    | Ґрунт    | Ґжеґож Панфіл                | 3–6, 1–6           |
| Перемога  | 2–1   | Лис 2008 | Сальвадор F2, Ла-Лібертад   | Ф'ючерс    | Ґрунт    | Карлос Саламанка             | 3–6, 5–4 ret       |
| Поразка   | 2–2   | Кві 2009 | Туреччина F5, Анталія       | Ф'ючерс    | Тверде   | Марсель Їльхан               | 1–6, 1–6           |
| Перемога  | 3–2   | Сер 2009 | Латвія F1, Юрмала           | Ф'ючерс    | Ґрунт    | Марко Сімоні                 | 6–1, 6–0           |
| Поразка   | 3–3   | Сер 2010 | Хорватія F6, Осієк          | Ф'ючерс    | Ґрунт    | Кристиян Месарош             | 3–6, 0–6           |
| Поразка   | 3–4   | Лип 2011 | Німеччина F8, Ремерберг     | Ф'ючерс    | Ґрунт    | Роман Єбави                  | 2–6, 0–6           |
| Поразка   | 3–5   | Лип 2011 | Естонія F1, Таллінн         | Ф'ючерс    | Ґрунт    | Юрген Зопп                   | 3–6, 3–6           |
| Перемога  | 4–5   | Лип 2011 | Естонія F2, Курессааре      | Ф'ючерс    | Ґрунт    | Йозеф Ковалік                | 1–6, 6–2, 6–0      |
| Перемога  | 5–5   | Сер 2011 | Литва F1, Вільнюс           | Ф'ючерс    | Ґрунт    | Володимир Іванов             | 6–3, 1–6, 7–5      |
| Поразка   | 5–6   | Сер 2011 | Німеччина F13, Кемптен      | Ф'ючерс    | Ґрунт    | Марцель Ціммерманн           | 2–6, 2–6           |
| Поразка   | 5–7   | Вер 2011 | Угорщина F1, Будапешт       | Ф'ючерс    | Ґрунт    | Бой Вестергоф                | 1–6, 4–6           |
| Поразка   | 5–8   | Жов 2011 | Чилі F8, Ранкагуа           | Ф'ючерс    | Ґрунт    | Гільєрмо Ормасабаль          | 2–6, 1–6           |
| Поразка   | 5–9   | Лис 2011 | Чилі F13, Осорно            | Ф'ючерс    | Ґрунт    | Гільєрмо Рівера Арангіс      | 4–6, 4–6           |
| Перемога  | 6–9   | Тра 2012 | Швеція F2, Бостад           | Ф'ючерс    | Ґрунт    | Бой Вестергоф                | 7–6(7–4), 7–5      |
| Перемога  | 7–9   | Тра 2012 | Марокко F1, Кенітра         | Ф'ючерс    | Ґрунт    | Лямін Уахаб                  | 6–4, 6–1           |
| Перемога  | 8–9   | Сер 2012 | Литва F1, Вільнюс           | Ф'ючерс    | Ґрунт    | Йосс Еспасандін              | 6–1, 6–1           |
| Перемога  | 9–9   | Лис 2012 | Бразилія F34, Фос-ду-Ігуасу | Ф'ючерс    | Ґрунт    | Патрісіо Ерас                | 6–4, 6–4           |
| Перемога  | 10–9  | Гру 2012 | Чилі F14, Темуко            | Ф'ючерс    | Ґрунт    | Хорхе Агілар                 | 6–3, 7–5           |
| Поразка   | 10–10 | Гру 2012 | Чилі F16, Сантьяго          | Ф'ючерс    | Ґрунт    | Хорхе Агілар                 | 4–6, 6–3, 3–6      |
| Перемога  | 11–10 | Сер 2013 | Латвія F1, Юрмала           | Ф'ючерс    | Ґрунт    | Джаммарко Міколані           | 6–4, 6–4           |
| Поразка   | 11–11 | Жов 2013 | США F28, Бірмінгем          | Ф'ючерс    | Ґрунт    | Ромен Арнеодо                | 4–6, 6–1, 0–6      |
| Перемога  | 12–11 | Лис 2013 | Чилі F8, Осорно             | Ф'ючерс    | Ґрунт    | Гонсало Лама                 | 6–3, 6–2           |
| Перемога  | 13–11 | Гру 2013 | Чилі F10, Темуко            | Ф'ючерс    | Ґрунт    | Андрес Мольтені              | 6–3, 6–4           |
| Перемога  | 14–11 | Лют 2014 | Єгипет F7, Шарм-еш-Шейх     | Ф'ючерс    | Ґрунт    | Штефен Монеке                | 6–3, 4–6, 6–4      |
| Перемога  | 15–11 | Бер 2014 | Єгипет F8, Шарм-еш-Шейх     | Ф'ючерс    | Ґрунт    | Стефано Травалья             | 6–4, 4–6, 6–4      |
| Перемога  | 16–11 | Бер 2014 | Чилі F2, Конкон             | Ф'ючерс    | Ґрунт    | Гонсало Лама                 | 6–3, 2–6, 7–6(7–2) |
| Перемога  | 17–11 | Тра 2014 | Іспанія F8, Льєйда          | Ф'ючерс    | Ґрунт    | Хуан-Самуель Араусо Мартінес | 7–6(7–1), 6–2      |
| Перемога  | 18–11 | Сер 2014 | Німеччина F11, Фрідберг     | Ф'ючерс    | Ґрунт    | Ремі Бутільє                 | 6–4, 6–2           |
| Перемога  | 19–11 | Жов 2014 | Чилі F5, Кокімбо            | Ф'ючерс    | Ґрунт    | Ніколас Кікер                | 6–1, 3–6, 6–1      |
| Перемога  | 20–11 | Гру 2014 | Чилі F9, Осорно             | Ф'ючерс    | Ґрунт    | Хуліо Перальта               | 6–2, 6–3           |
| Перемога  | 21–11 | Гру 2014 | Чилі F10, Сантьяго          | Ф'ючерс    | Ґрунт    | Хуан Карлос Саес             | 6–4, 6–4           |
| Перемога  | 22–11 | Гру 2014 | Чилі F12, Сантьяго          | Ф'ючерс    | Ґрунт    | Міхаель Лінцер               | 6–2, 6–1           |
| Поразка   | 22–12 | Бер 2015 | Аргентина F2, Мендоса       | Ф'ючерс    | Ґрунт    | Хосе Ернандес-Фернандес      | 6–4, 2–6, 3–6      |
| Перемога  | 23–12 | Кві 2015 | Чилі F3, Сантьяго           | Ф'ючерс    | Ґрунт    | Ніколас Кікер                | 5–7, 6–4, 7–6(7–2) |
| Поразка   | 23–13 | Чер 2015 | Poprad-Tatry, Словаччина    | Челленджер | Ґрунт    | Адам Павласек                | 2–6, 6–3, 3–6      |

### Парний розряд: 74 (49–25)
| Легенда (парний розряд)    |
| -------------------------- |
| Тур ATP Челленджер (20–12) |
| Тур ITF Ф'ючерс (29–13)    |

| Титули за покриттям |
| ------------------- |
| Тверде (4–3)        |
| Ґрунт (43–22)       |
| Трава (0–0)         |
| Килим (1–0)         |

| Результат | В-П   | Дата     | Турнір                                  | Рівень     | Покриття   | Партнер                      | Суперники                                         | Рахунок                     |
| --------- | ----- | -------- | --------------------------------------- | ---------- | ---------- | ---------------------------- | ------------------------------------------------- | --------------------------- |
| Поразка   | 0–1   | Лис 2005 | Чилі F6, Сантьяго                       | Ф'ючерс    | Ґрунт      | Борха Мало-Касадо            | Гільєрмо Ормасабаль Луїс Ормасабаль               | 2–6, 6–4, 4–6               |
| Поразка   | 0–2   | Лют 2007 | Нігерія F1, Бенін-Сіті                  | Ф'ючерс    | Тверде     | Гільєрмо Ормасабаль          | Дівідж Шаран Навдіп Сінгх                         | 1–6, 3–6                    |
| Перемога  | 1–2   | Бер 2007 | Гана F1, Аккра                          | Ф'ючерс    | Ґрунт      | Гільєрмо Ормасабаль          | Вівек Шокін Ашутош Сінгх                          | 6–4, 6–4                    |
| Поразка   | 1–3   | Чер 2007 | Італія F18, Бассано-дель-Граппа         | Ф'ючерс    | Ґрунт      | Марко ді Вуоло               | Фабіо Коланджело Даніеле Джорджині                | 2–6, 2–6                    |
| Перемога  | 2–3   | Сер 2007 | Еквадор F2, Гуаякіль                    | Ф'ючерс    | Ґрунт      | Борха Мало-Касадо            | Рафаель Аревало Матіас Сільва                     | 6–2, 3–6, 6–3               |
| Поразка   | 2–4   | Вер 2007 | Еквадор F3, Кіто                        | Ф'ючерс    | Ґрунт      | Борха Мало-Касадо            | Джасчен Діао Натале Родрігу-Антоніу Гріллі        | 4–6, 6–4, [4–10]            |
| Перемога  | 3–4   | Кві 2008 | Італія F11, Аоста                       | Ф'ючерс    | Ґрунт      | Гільєрмо Ормасабаль          | Джакомо Міччіні Маттео Віола                      | 6–2, 6–4                    |
| Перемога  | 4–4   | Тра 2008 | Польща F2, Забже                        | Ф'ючерс    | Ґрунт      | Гільєрмо Ормасабаль          | Марек Мрожек Матеуш Шміґель                       | 6–1, 6–4                    |
| Перемога  | 5–4   | Тра 2008 | Польща F3, Краків                       | Ф'ючерс    | Ґрунт      | Гільєрмо Ормасабаль          | Садік Кадір Тімо Ніємінен                         | 7–5, 7–6(7–3)               |
| Перемога  | 6–4   | Лип 2008 | Італія F22, Палаццоло-сулл'Ольйо        | Ф'ючерс    | Ґрунт      | Гільєрмо Ормасабаль          | Ісмар Горчич Алессандро Сарра                     | 7–6(7–5), 6–2               |
| Перемога  | 7–4   | Лип 2008 | Італія F23, Модена                      | Ф'ючерс    | Ґрунт      | Гільєрмо Ормасабаль          | Мохаммад Гаріб Стефан Робер                       | 6–3, 6–2                    |
| Перемога  | 8–4   | Сер 2008 | Італія F25, Авеццано                    | Ф'ючерс    | Ґрунт      | Гільєрмо Ормасабаль          | Александр Ренар Стефан Робер                      | 6–3, 6–7(4–7), [12–10]      |
| Перемога  | 9–4   | Тра 2009 | Польща F2, Краків                       | Ф'ючерс    | Ґрунт      | Мартін Еммріх                | Володимир Ігнатик Денис Молчанов                  | 6–4, 7–6(7–5)               |
| Перемога  | 10–4  | Кві 2010 | Туреччина F6, Анталія                   | Ф'ючерс    | Ґрунт      | Рікардо Уруса Рівера         | Павол Червенак Ладіслав Храмоста                  | 6–4, 4–6, [14–12]           |
| Поразка   | 10–5  | Кві 2010 | Туреччина F7, Анталія                   | Ф'ючерс    | Ґрунт      | Рікардо Урсуа Рівера         | Кевін Кравіц Марцель Ціммерманн                   | 4–6, 7–5, [6–10]            |
| Поразка   | 10–6  | Кві 2010 | Туреччина F8, Тарс                      | Ф'ючерс    | Ґрунт      | Рікардо Урсуа-Рівера         | Кевін Кравєц Марцель Ціммерманн                   | 3–6, 7–6(7–5), [6–10]       |
| Перемога  | 11–6  | Тра 2010 | Польща F1, Катовиці                     | Ф'ючерс    | Ґрунт      | Адріан Гарсія                | Денис Мацюкевич Крістобаль Сааведра-Корвалан      | 7–5, 7–5                    |
| Перемога  | 12–6  | Чер 2010 | Німеччина F5, Кельн                     | Ф'ючерс    | Ґрунт      | Паріс Гемухідіс              | Роман Єбави Андрій Куманцов                       | 6–4, 7–5                    |
| Поразка   | 12–7  | Лип 2010 | Оберштауфен, Німеччина                  | Челленджер | Ґрунт      | Макс Радічніґґ               | Франк Мозер Лукаш Росол                           | 0–6, 5–7                    |
| Поразка   | 12–8  | Лип 2010 | Кіцбюель, Австрія                       | Челленджер | Ґрунт      | Макс Радічніґґ               | Дастін Браун Рогір Вассен                         | 6–3, 5–7, [7–10]            |
| Перемога  | 13–8  | Лис 2010 | Чилі F5, Кільйота                       | Ф'ючерс    | Ґрунт      | Рікардо Урсуа Рівера         | Гільєрмо Ормасабаль Родріго Перес                 | 7–6(8–6), 6–4               |
| Перемога  | 14–8  | Лис 2010 | Чилі F7, Талька (Чилі)                  | Ф'ючерс    | Ґрунт      | Гільєрмо Ормасабаль          | Гільєрмо Дюран Кевін Конфедерак                   | 7–5, 6–7(10–12), [10–5]     |
| Перемога  | 15–8  | Січ 2011 | Німеччина F4, Нуслох                    | Ф'ючерс    | Килим (i)  | Макс Радічніґґ               | Геро Кречмер Петер Торебко                        | 6–4, 6–4                    |
| Перемога  | 16–8  | Тра 2011 | Польща F1, Краків                       | Ф'ючерс    | Ґрунт      | Каміл Чапкович               | Марцин Ґаврон Ґжеґож Панфіл                       | w/o                         |
| Перемога  | 17–8  | Тра 2011 | Італія F11, Чезена                      | Ф'ючерс    | Ґрунт      | Макс Радічніґґ               | Клаудіо Грассі Вальтер Трузенді                   | 6–3, 6–3                    |
| Поразка   | 17–9  | Лип 2011 | Естонія F2, Курессааре                  | Ф'ючерс    | Ґрунт      | Володимир Іванов             | Андіс Юшка Денісс Павловс                         | 3–6, 6–7(3–7)               |
| Перемога  | 18–9  | Сер 2011 | Литва F1, Вільнюс                       | Ф'ючерс    | Ґрунт      | Андрій Василевський          | Микола Фідірко Єгор Герасимов                     | 6–2, 6–2                    |
| Перемога  | 19–9  | Вер 2011 | Угорщина F1, Будапешт                   | Ф'ючерс    | Ґрунт      | Марк Рат                     | Левенте Гьодрі Петер Надь                         | 2–6, 6–4, [10–3]            |
| Поразка   | 19–10 | Жов 2011 | Чилі F8, Ранкагуа                       | Ф'ючерс    | Ґрунт      | Рікардо Урсуа Рівера         | Гільєрмо Ормасабаль Крістобаль Сааведра Корвалан  | 6–2, 2–6, [10–12]           |
| Поразка   | 19–11 | Бер 2012 | Іспанія F6, Бадалона                    | Ф'ючерс    | Ґрунт      | Рікардо Урсуа Рівера         | Мігель Анхель Лопес Хаен Габрієль Трухільйо Солер | 2–6, 5–7                    |
| Перемога  | 20–11 | Кві 2012 | Італія F3, Рим                          | Ф'ючерс    | Ґрунт      | Жонатан Ейссерік             | Даніел Дутра да Сілва Педру Сакамото              | 4–6, 6–4, [10–4]            |
| Перемога  | 21–11 | Кві 2012 | Швеція F1, Карлскруна                   | Ф'ючерс    | Ґрунт      | Альбано Оліветті             | Льюїс Бартон Джордж Морґан                        | 6–3, 7–6(7–3)               |
| Поразка   | 21–12 | Вер 2012 | Румунія F9, Брашов                      | Ф'ючерс    | Ґрунт      | Міхал Конечний               | Теодор-Дачан Кречун Петру-Александру Лунчяну      | 6–3, 1–6, [6–10]            |
| Поразка   | 21–13 | Гру 2012 | Чилі F14, Темуко                        | Ф'ючерс    | Ґрунт      | Рікардо Урсуа Рівера         | Ніколас Кікер Хосе Марія Паніагуа                 | 5–7, 2–6                    |
| Перемога  | 22–13 | Вер 2013 | Румунія F10, Брашов                     | Ф'ючерс    | Ґрунт      | Александру-Даньєл Карпен     | Теодор-Дачан Кречун Петру-Александру Лунчяну      | 6–7(5–7), 6–2, [10–8]       |
| Перемога  | 23–13 | Вер 2013 | Марокко F4, Агадір                      | Ф'ючерс    | Ґрунт      | Штефен Монеке                | Рафаель Масон-Ернандес Альберто Сантос Браво      | 6–3, 6–1                    |
| Поразка   | 23–14 | Гру 2013 | Чилі F10, Темуко                        | Ф'ючерс    | Ґрунт      | Маурісіо Альварес-Гусман     | Пабло Гальдон Андрес Мольтені                     | 1–6, 1–6                    |
| Перемога  | 24–14 | Бер 2014 | Чилі F2, Конкон                         | Ф'ючерс    | Ґрунт      | Хорхе Агілар                 | Бруно Сант'анна Кайо Замп'єрі                     | 6–4, 6–7(5–7), [12–10]      |
| Поразка   | 24–15 | Кві 2014 | Сантьяго, Чилі                          | Челленджер | Ґрунт      | Хорхе Агілар                 | Крістіан Гарін Ніколас Джаррі                     | w/o                         |
| Перемога  | 25–15 | Вер 2014 | Мекнес, Марокко                         | Челленджер | Ґрунт      | Стефано Травалья             | Герард Гранольєрс Хорді Сампер Монтанья           | 6–2, 6–7(4–7), [10–7]       |
| Поразка   | 25–16 | Жов 2014 | Чилі F5, Кокімбо                        | Ф'ючерс    | Ґрунт      | Віктор Нуньєс                | Фабрісіо Нейс Жозе Перейра                        | 7–5, 2–6, [11–13]           |
| Перемога  | 26–16 | Гру 2014 | Чилі F9, Осорно                         | Ф'ючерс    | Ґрунт      | Крістобаль Сааведра Корвалан | Мартін Куевас Родріго Сенатторе                   | 7–6(9–7), 2–6, [10–8]       |
| Перемога  | 27–16 | Гру 2014 | Чилі F12, Сантьяго                      | Ф'ючерс    | Ґрунт      | Хуліо Перальта               | Аріель Беар Гонсало Лама                          | 7–6(7–3), 6–2               |
| Перемога  | 28–16 | Лют 2015 | Санто-Домінго, Домініканська Республіка | Челленджер | Ґрунт      | Роберто Майтін               | Ромен Арнеодо Бенжамен Бальре                     | 6–3, 2–6, [10–4]            |
| Перемога  | 29–16 | Лют 2015 | Чилі F2, Вінья-дель-Мар                 | Ф'ючерс    | Ґрунт      | Хорхе Агілар                 | Мартін Куевас Ніколас Кікер                       | 6–4, 7–6(7–5)               |
| Перемога  | 30–16 | Кві 2015 | Чилі F3, Сантьяго                       | Ф'ючерс    | Ґрунт      | Хорхе Агілар                 | Ніколас Кікер Фабрісіо Нейс                       | 7–6(7–4), 5–7,[10–4]        |
| Перемога  | 31–16 | Кві 2015 | Vercelli, Італія                        | Челленджер | Ґрунт      | Андреа Арнабольді            | Сергій Бетов Михайло Єлгін                        | 6–7(5–7), 7–5, [10–3]       |
| Перемога  | 32–16 | Тра 2015 | Острава, Чехія                          | Челленджер | Ґрунт      | Андрей Мартін                | Роман Єбави Ян Шатрал                             | 4–6, 7–5, [10–1]            |
| Перемога  | 33–16 | Тра 2015 | Румунія F4, Бакеу                       | Ф'ючерс    | Ґрунт      | Хуан Карлос Саес             | Александру-Даньєл Карпен Ілія Вучич               | 6–3, 4–6, [10–7]            |
| Перемога  | 34–16 | Лип 2015 | Б'єлла, Італія                          | Челленджер | Ґрунт      | Андрей Мартін                | Александру-Даньєл Карпен Діно Маркан              | 7–5, 1–6, [10–8]            |
| Перемога  | 35–16 | Сер 2015 | Ліберець, Чехія                         | Челленджер | Ґрунт      | Андрей Мартін                | Веслі Колгоф Матве Мідделкоп                      | 7–5, 6–7(3–7), [10–5]       |
| Перемога  | 36–16 | Вер 2015 | Кампінас, Бразилія                      | Челленджер | Ґрунт      | Андрес Мольтені              | Гільєрме Клезар Фабрісіо Нейс                     | 3–6, 6–2, [10–0]            |
| Перемога  | 37–16 | Жов 2015 | Сан-Паулу, Бразилія                     | Челленджер | Ґрунт      | Кайо Замп'єрі                | Ніколас Кікер Ренцо Оліво                         | 7–5, 6–0                    |
| Поразка   | 37–17 | Жов 2015 | Сантьяго, Чилі                          | Челленджер | Ґрунт      | Андрей Мартін                | Гільєрмо Дюран Максімо Гонсалес                   | 6–7(2–7), 5–7               |
| Перемога  | 38–17 | Жов 2015 | Ліма, Перу                              | Челленджер | Ґрунт      | Андрей Мартін                | Рожеріу Дутра Сілва Жоао Соуза                    | 6–3, 6–4                    |
| Перемога  | 39–17 | Лис 2015 | Монтевідео, Уругвай                     | Челленджер | Ґрунт      | Андрей Мартін                | Марсело Демолінер Гаштан Еліаш                    | 6–4, 3–6, [10–6]            |
| Перемога  | 40–17 | Бер 2016 | Сантьяго, Чилі                          | Челленджер | Ґрунт      | Хуліо Перальта               | Факундо Баньїс Максімо Гонсалес                   | 7–6(7–4), 4–6, [10–5]       |
| Перемога  | 41–17 | Кві 2016 | Турин, Італія                           | Челленджер | Ґрунт      | Андрей Мартін                | Раміз Джунейд Матеуш Ковальчик                    | 4–6, 7–6(7–3), [12–10]      |
| Поразка   | 41–18 | Тра 2016 | Острава, Чехія                          | Челленджер | Ґрунт      | Лукаш Длоуги                 | Сандер Арендс Трістан-Замуель Вайсборн            | 6–7(8–10), 7–6(7–4), [5–10] |
| Поразка   | 41–19 | Чер 2016 | Простейов, Чехія                        | Челленджер | Ґрунт      | Хуліо Перальта               | Олександр Бурий Ігор Зеленай                      | 4–6, 4–6                    |
| Перемога  | 42–19 | Лип 2016 | Калі, Колумбія                          | Челленджер | Ґрунт      | Ніколас Джаррі               | Ерік Крепальді Даніел Дутра да Сілва              | 6–1, 7–6(8–6)               |
| Поразка   | 42–20 | Лип 2016 | Б'єлла, Італія                          | Челленджер | Ґрунт      | Андрей Мартін                | Андре Бегеманн Леандер Паес                       | 4–6, 4–6                    |
| Перемога  | 43–20 | Січ 2017 | Happy Valley, Австралія                 | Челленджер | Тверде     | Макс Шнур                    | Стівен Де Ваард Марк Полменс                      | 7–6(7–5), 4–6, [10–6]       |
| Перемога  | 44–20 | Січ 2017 | Кобленц, Німеччина                      | Челленджер | Тверде (i) | Андрій Василевський          | Роман Єбави Лукаш Росол                           | 7–5, 3–6, [16–14]           |
| Перемога  | 45–20 | Тра 2017 | Шимкент, Казахстан                      | Челленджер | Ґрунт      | Андрій Василевський          | Клеман Ґенс Хуан Пабло Пас                        | 6–4, 6–2                    |
| Поразка   | 45–21 | Чер 2017 | Простейов, Чехія                        | Челленджер | Ґрунт      | Роман Єбави                  | Гільєрмо Дюран Андрес Мольтені                    | 6–7(5–7), 7–6 (7–5), [6–10] |
| Перемога  | 46–21 | Сер 2017 | Порторож, Словенія                      | Челленджер | Тверде     | Андрій Василевський          | Лукаш Росол Франко Шкугор                         | 6–3, 7–6(7–4)               |
| Перемога  | 47–21 | Жов 2017 | Ташкент, Узбекистан                     | Челленджер | Тверде     | Андрій Василевський          | Юкі Бгамбрі Дівідж Шаран                          | 6–4, 6–2                    |
| Поразка   | 47–22 | Січ 2018 | Канберра, Австралія                     | Челленджер | Тверде     | Андрій Василевський          | Джонатан Ерліх Дівідж Шаран                       | 6–7(1–7), 2–6               |
| Перемога  | 48–22 | Вер 2018 | Баня-Лука, Боснія і Герцеговина         | Челленджер | Ґрунт      | Андрей Мартін                | Лауринас Грігеліс Алессандро Мотті                | 7–5, 4–6, [10–7]            |
| Поразка   | 48–23 | Кві 2019 | Аньнін, КНР                             | Челленджер | Ґрунт      | Давід Пел                    | Макс Перселл Люк Савіль                           | 6–4, 5–7, [5–10]            |
| Перемога  | 49–23 | Чер 2019 | Алмати, Казахстан                       | Челленджер | Ґрунт      | Андрей Мартін                | Гонсалу Олівейра Андрій Василевський              | 7–6(7–4), 3–6, [10–8]       |
| Поразка   | 49–24 | Вер 2019 | Щецин, Польща                           | Челленджер | Ґрунт      | Матве Мідделкоп              | Гвідо Андреоцці Андрес Мольтені                   | 4–6, 3–6                    |
| Поразка   | 49–25 | Вер 2019 | Орлеан, Франція                         | Челленджер | Тверде     | Трістан-Замуель Вайсборн     | Ромен Арнеодо Юго Нис                             | 7–6(7–5), 3–6, [1–10]       |

## Досягнення в парному розряді
| W | Ф | ПФ | ЧФ | #Р | КТ | К# | P# | DNQ | A | Z# | PO | G | S | B | NMS | NTI | P | NH |

| Турнір                                 | 2015 | 2016 | 2017 | 2018 | 2019 | В-П |
| -------------------------------------- | ---- | ---- | ---- | ---- | ---- | --- |
| Турніри Великого шлему                 |      |      |      |      |      |     |
| Відкритий чемпіонат Австралії з тенісу |      | 1р   |      | 3р   | 1р   | 2–3 |
| Відкритий чемпіонат Франції з тенісу   |      |      |      | 1р   |      | 0–1 |
| Вімблдонський турнір                   | К1р  | 2р   | ЧФ   | 2р   |      | 5–3 |
| Відкритий чемпіонат США з тенісу       |      | 1р   | 1р   |      |      | 0–2 |
| В-П                                    | 0–0  | 1–3  | 3–2  | 3–3  | 0–1  | 7–9 |
| Виступи за країну                      |      |      |      |      |      |     |
| Кубок Девіса                           | Z2   | PO   | Z1   | Z1   | GS   | 8–4 |